# Jisung
Park Ji-sung (em coreano:  박지성; nascido em 5 de fevereiro de 2002) conhecido como Jisung, é um cantor, dançarino e ator sul-coreano. Ele é membro do grupo masculino NCT, onde atua como dançarino principal, e na sub-unit NCT Dream e na sub-unit rotativa NCT U.
Antes de seu debut no NCT Jisung atuou como dançarino, atuando com equipes de dança e como dançarino de apoio para artistas. Ele também trabalhou como ator infantil e apareceu em  vários dramas de televisão, filmes e comerciais.

## Vida pregressa
Park Ji-sung nasceu em 5 de fevereiro de 2002, em Seul, Coreia do Sul. Aos 8 anos, ele começou a aprender popping com Nam Hyun-joon e continuou ativo em sua equipe de dança até os 11 anos.

## Carreira

### 2010-2015: início de carreira
Além de se apresentar com equipes de dança e como dançarino de apoio para artistas, Jisung também apareceu como ator infantil em vários dramas de TV, filmes e comerciais, incluindo o programa infantil TV Kindergarten Funny Funny da KBS2 em 2010, o drama Tree with Deep Roots e os filmes Crossbow War e Go, Stop, Murder (2014). Em 2013, Park representou a Coreia do Sul no  International Children’s Concert da CCTV realizado na China, onde Chenle, membro chinês do NCT, também se apresentou.
Em 2013, Jisung participou do programa de dança Dancing 9 da Mnet e foi procurado por um agente de talentos da SM Entertainment. Como sua mãe era fã de TVXQ e SHINee, ele concordou em fazer o teste e se tornou trainee da SM Entertainment. Em 17 de dezembro de 2013, ele fez seu debut como parte da equipe de pré-estréia da SM Entertainment, SM Rookies, quando tinha apenas 11 anos.
De 2014 a 2015, Ele participou das turnês mundiais "SMTown Week" e "SMTown Live World Tour IV". Em julho de 2015, ele apareceu no videoclipe "Champagne" do U-Know do TVXQ. Em 23 de julho de 2015, ele apareceu no The Mickey Mouse Club do Disney Channel durante seu tempo como membro do SM Rookies. Em 2016, filmou o reality show NCT Life in Bangkok.

### 2016 – presente: Debut com NCT Dream e shows de dança
Em 25 de agosto de 2016, Park estreou oficialmente como membro do NCT Dream com o single "Chewing Gum" e se apresentou no "M! Countdown" da Mnet.
Em maio de 2018, ele participou do programa Why Not? The Dancer da JTBC filmando o show em Los Angeles, EUA, com seus seniores Eunhyuk do Super Junior e Taemin do SHINee ambos da SM Entertainment e Lee Gi-kwang. Em setembro de 2018, Jisung participou do programa de sobrevivência de dança Dancing High da KBS e marcou 71 pontos dos colegas dançarinos e 72 pontos dos jurados, conquistando o 9º lugar no primeiro episódio.
Em 2020 devido a uma lesão no joelho, Jisung não esteve presente na promoção NCT 2020 Resonance. Em 2021, ele se tornou o mais jovem ídolo do Kpop a vender dois milhões de álbuns.
Em 2021, Jisung participou de Universe, o terceiro álbum de estúdio do NCT. Ele participou de Beautiful, Birthday Party, Vroom e Dreaming com NCT Dream.
Em 2023, Jisung participou do Golden Age, o quarto álbum de estúdio do NCT. Ele participou de The Bat, Kangaroo, Alley Oop como parte da sub-unit rotativa NCT U e Golden Age como faixa-título. Ele está classificado entre os 100 primeiros no ranking de marcas ídolos da Coreia em 2023.

## Discografia

### Créditos de composição
Todos os créditos das canções são adaptados do banco de dados da Korea Music Copyright Association, salvo indicação em contrário.
| Canção             | Ano  | Álbum       | Artista   | Ref.   |
| ------------------ | ---- | ----------- | --------- | ------ |
| "Dear Dream"       | 2018 | We Go Up    | NCT Dream | [ 39 ] |
| "Bye My First..."  | 2019 | We Boom     | NCT Dream | [ 39 ] |
| "Best Friend"      | 2019 | We Boom     | NCT Dream | [ 39 ] |
| "Rainbow"          | 2021 | Hot Sauce   | NCT Dream | [ 39 ] |
| "It's Yours..."    | 2022 | Glitch Mode | NCT Dream | [ 39 ] |
| "Replay"           | 2022 | Glitch Mode | NCT Dream | [ 39 ] |
| "Never Goodbye"    | 2022 | Glitch Mode | NCT Dream | [ 39 ] |
| "Like We Just Met" | 2023 | ISTJ        | NCT Dream | [ 39 ] |

## Filmografia

### Filmes[1]
| Ano  | Título                   | Papel     |
| ---- | ------------------------ | --------- |
| 2010 | Kindergarten Funny Funny | Ele mesmo |
| 2013 | No Cave                  | Ji-seong  |
| 2013 | Go, Stop, Murder         | Jeong-won |

### Programas de televisão
| Ano  | Título              | Canal                | Notas                      |
| ---- | ------------------- | -------------------- | -------------------------- |
| 2015 | Mickey Mouse Club   | Disney Channel Korea | [ 15 ] [ 18 ]              |
| 2018 | Why Not? The Dancer | JTBC                 | [ 26 ] [ 1 ]               |
| 2018 | Dancing High        | KBS2                 | [ 27 ] [ 29 ] [ 28 ] [ 1 ] |